# De kleine wereld
De kleine wereld was een hoorspel-serie uit 1971 die op de Nederlandse radio werd uitgezonden.
De serie is gebaseerd op de gelijknamige roman van Herman de Man. De bewerking van deze roman tot hoorspel is uitgevoerd door auteur Ton van Reen.
De serie beschrijft de lotgevallen van het bedelaarsduo Sjef (gespeeld door Tonnie Foletta) en Jochem (gespeeld door Kommer Kleijn), die door Zuid-Holland trekken, het gebied waar de meeste romans van De Man zich afspelen.